# Lycosa maya
Lycosa maya là một loài nhện trong họ Lycosidae.
Loài này thuộc chi Lycosa. Lycosa maya được Ralph Vary Chamberlin miêu tả năm 1925.